# Horismenus carolinensis
Horismenus carolinensis är en stekelart som beskrevs av Burks 1971. Horismenus carolinensis ingår i släktet Horismenus och familjen finglanssteklar. Inga underarter finns listade i Catalogue of Life.